# Blow the Whistle
Blow the Whistle – szesnasty album studyjny amerykańskiego rapera Too Shorta. Trafił do sprzedaży 29 sierpnia 2006 roku.
Gościnnie na płycie znaleźli się tacy artyści jak Snoop Dogg, Rick Ross, Tha Dogg Pound, will.i.am, Mistah F.A.B. i David Banner. Udział w produkcji albumu mieli m.in. Lil Jon, Jazze Pha i will.i.am z The Black Eyed Peas.

## Lista utworów
| #    | Utwór                    | Wykonawcy                       | Producent               | Długość |
| ---- | ------------------------ | ------------------------------- | ----------------------- | ------- |
| 01.  | „Call Her A Bitch”       |                                 | Playa Poncho & Maestro  | 3:58    |
| 02.  | „Blow the Whistle”       |                                 | Lil’ Jon                | 2:43    |
| 03.  | „Burn Rubber Pt. 2”      |                                 | Lil’ Jon                | 3:08    |
| 04.  | „Keep Bouncin' (Street)” | Snoop Dogg, will.i.am           | will.i.am               | 4:09    |
| 05.  | „Pimpin' Forever”        |                                 | Jazze Pha               | 4:48    |
| 06.  | „Money Maker„            | Pimp C, Rick Ross               | Lil’ Jon                | 4:00    |
| 07.  | „Strip Down”             | Jazze Pha                       | Jazze Pha               | 3:47    |
| 08.  | „Nothing Feels Better”   |                                 | Jazze Pha               | 4:26    |
| 09.  | „Sophisticated”          |                                 | Jazze Pha               | 4:05    |
| 10.  | „Playa”                  |                                 | Jazze Pha               | 4:11    |
| 11.  | „16 Hoes”                | Bun B, Jazze Pha                | Jazze Pha               | 3:52    |
| 12.  | „Baller”                 | David Banner                    | Sonny B & Filthy Fingaz | 3:34    |
| 13.  | „Sadity”                 | Tha Dogg Pound                  | Lil’ Jon                | 3:31    |
| 14.  | „I Want Your Girl”       | E-40, Dolla Will, Mistah F.A.B. | Droop-E                 | 3:35    |
| 15.  | „It's Time To Go”        |                                 | Lil’ Jon                | 3:43    |
| 16.  | „Shake It Baby”          |                                 | Lil’ Jon                | 4:02    |
| *17. | „Players Ball”           | C.A.L. i Don P                  | The P.A. Corporation    |         |